# Metsweding
Metsweding (officieel Metsweding District Municipality) was tot 2011 een district in Zuid-Afrika.
Metsweding lag in de provincie Gauteng en telde 162.270 inwoners. In 2011 werd het district toegevoegd aan Tshwane.

## Gemeenten in het voormalige district
- Nokeng tsa Taemane
- Kungwini